# 格里·卡利顿
傑瑞德·「格里」·卡利顿（英語：Gerard "Gerry" Culliton，1936年6月15日—2012年9月7日），出生于萊伊什郡的克洛纳斯利，是爱尔兰国际橄欖球联盟成员。他曾代表爱尔兰出战19次，并曾在四个不同位置出战过。

## 生平
格里·卡利顿出生于1936年6月15日。他曾在西多会学院上过学。在他读书时曾参加过板棍球项目，并代表萊伊什蓋爾運動協會参加高中级比赛。随后他接受了朋友的邀请开始打橄榄球并随后尝试使用化名代表塔拉莫尔参加橄榄球比赛。随后被一名蓋爾運動協會（GAA）的成员打电话告知因为第27条规则规定GAA成员禁止参加有关足球、橄榄球、曲棍球和板棍球的比赛，所以他有会被取消比赛资格。
Tullamore比赛两年后，格里·卡利顿加入到都柏林的流浪者并开始了他长达十七年的橄榄球生涯。他代表倫斯特橄榄球职业队参加比赛，随后收到了愛爾蘭國家橄欖球隊的邀请并加入。1959年格里·卡利顿首次代表爱尔兰国家队亮相于蘭士登路球場上与英格蘭欖球代表隊对阵。他为爱尔兰国家队效力了十年，并协助野蠻人对阵南非國家橄欖球隊及紐西蘭國家橄欖球隊。
20世纪70年代，他开始在莱伊什港担任教练。1971年，限制蓋爾運動協會的第27条规定被撤销，随后格里·卡利顿以克洛納斯利聖曼曼斯俱樂部的板棍球教练的身份重新加入到蓋爾運動協會联赛中并带领克洛納斯利聖曼曼斯参加了举办在萊伊什郡（当时被称之为皇后郡）的莱伊什高级板棍球冠军赛，这是莱伊什港自1910年第一次进入冠军赛。

## 个人生活
格里·卡利顿是一名基督教徒，曾前后五十次前往德格湖的聖派翠克滌罪所朝圣。他不仅是个职业橄榄球手，还是个农民。他有六个孩子，其中最著名的是加勒特·卡利顿（Garrett Culliton），曾代表爱尔兰参加了四次残奥会。他于2012年9月7日去世。